# Tiocu de Sus, Cluj
Tiocu de Sus (în maghiară Felsötök) este un sat în comuna Cornești din județul Cluj, Transilvania, România. La recensământul din 2002, satul Tiocu de Sus avea 140 locuitori, iar la cel din 2011, in sat traiau 110 persoane.

## Lăcașuri de cult
- Vechea biserică gotică are hramul „Beate Mariae Virginis”.
- Biserica ortodoxă cu hramul „Sfântul Ierarh Nicolae”.

## Istoric
Conacul (curia) familiei nobiliare Keczeli a fost construit în 1747 de către maestrul Dávid Sipos.
Prima atestare documentară a satului Tiocu de Sus datează din 1280

## Monumente istorice
Biserica Reformată-Calvină (sec.XIII-XV)

## Galerie de imagini

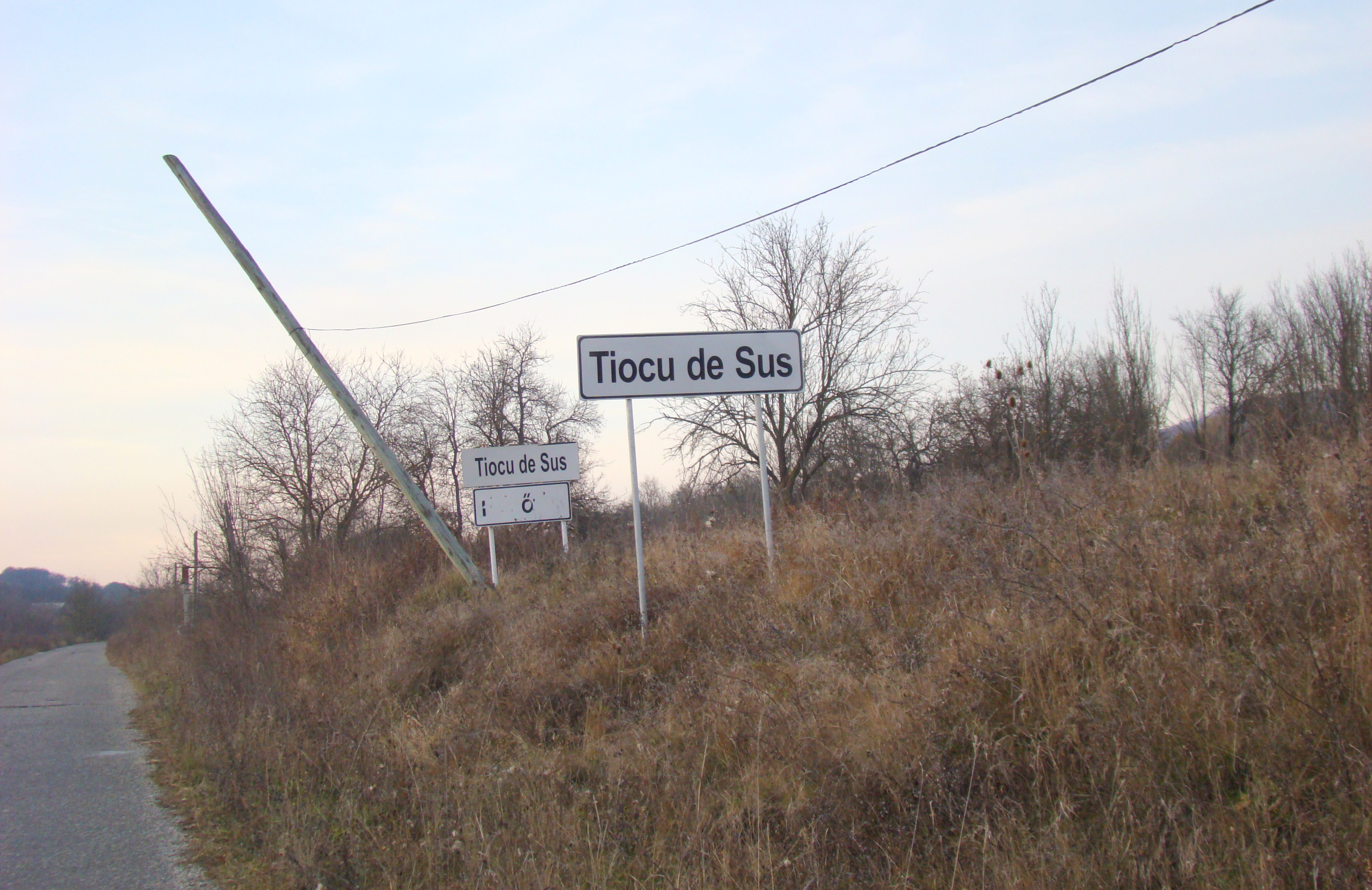
Intrarea în localitate
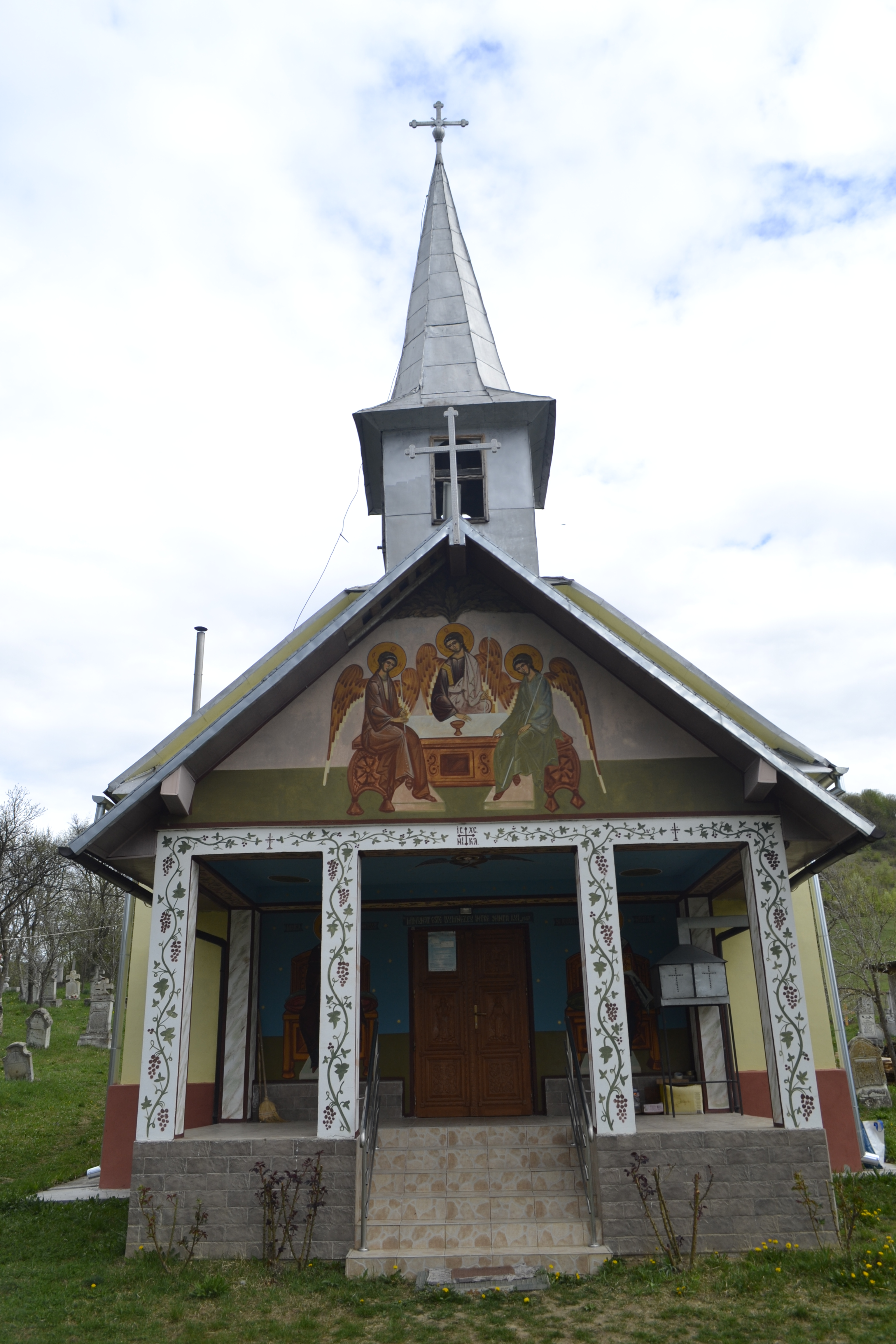
Biserica ortodoxă
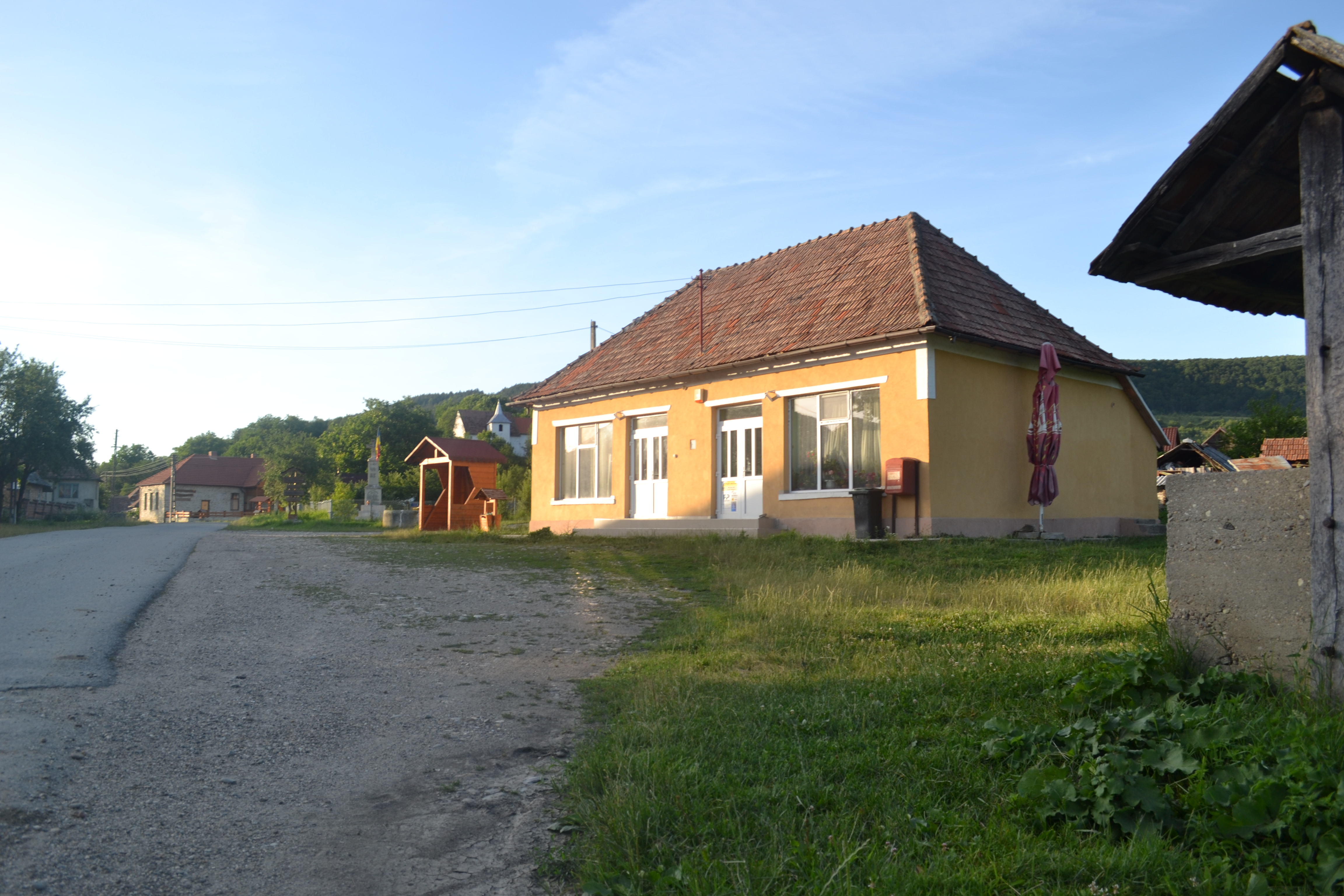
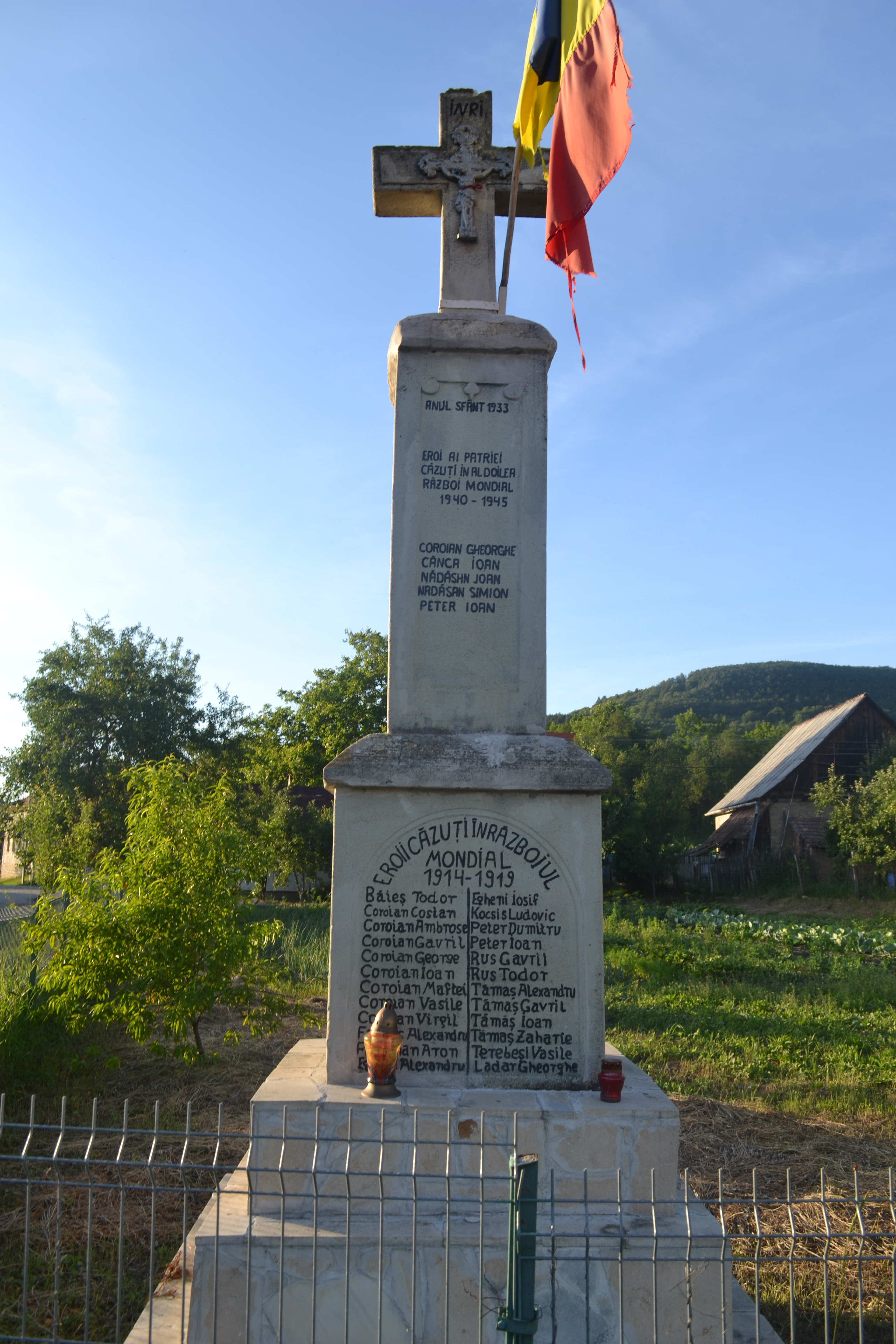
Monumentul eroilor
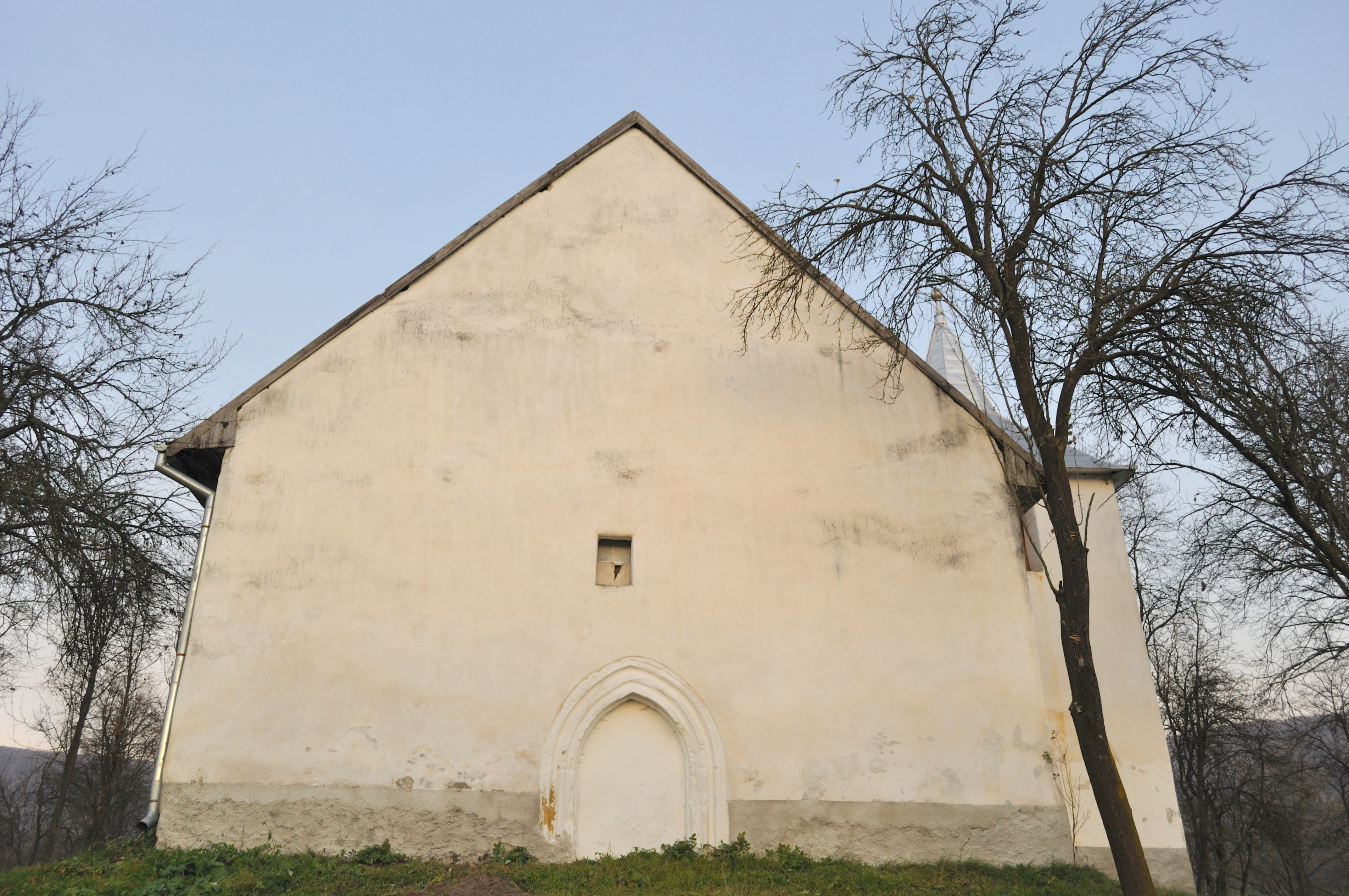
Biserica reformată
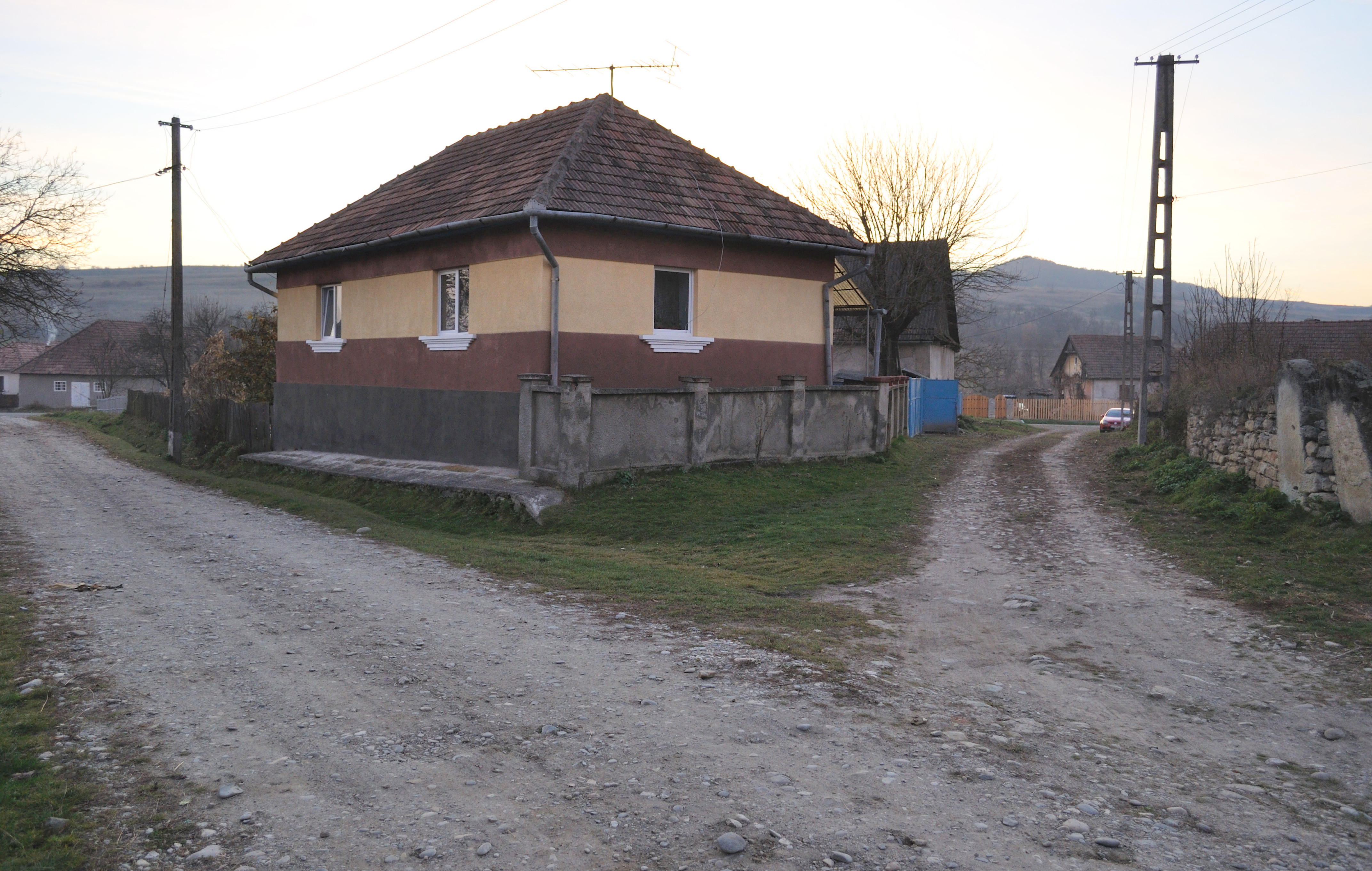